# Heliosfera

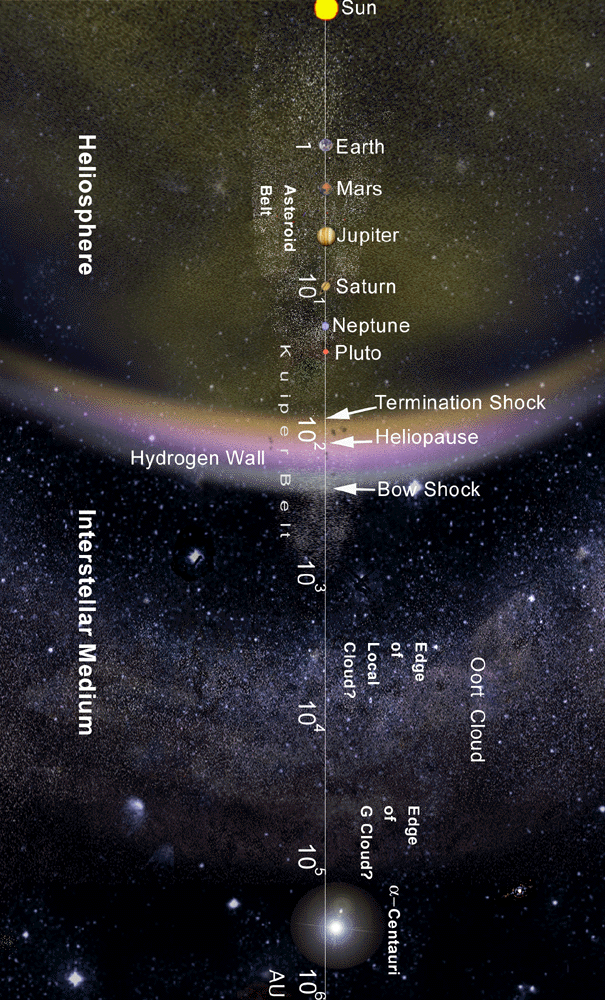
Un diagrama mostrando la extensión exterior de la heliosfera, la nube de Oort, y afuera de Alfa Centauri en una escala logarítmica de un millón de UA. (NASA, 1999).

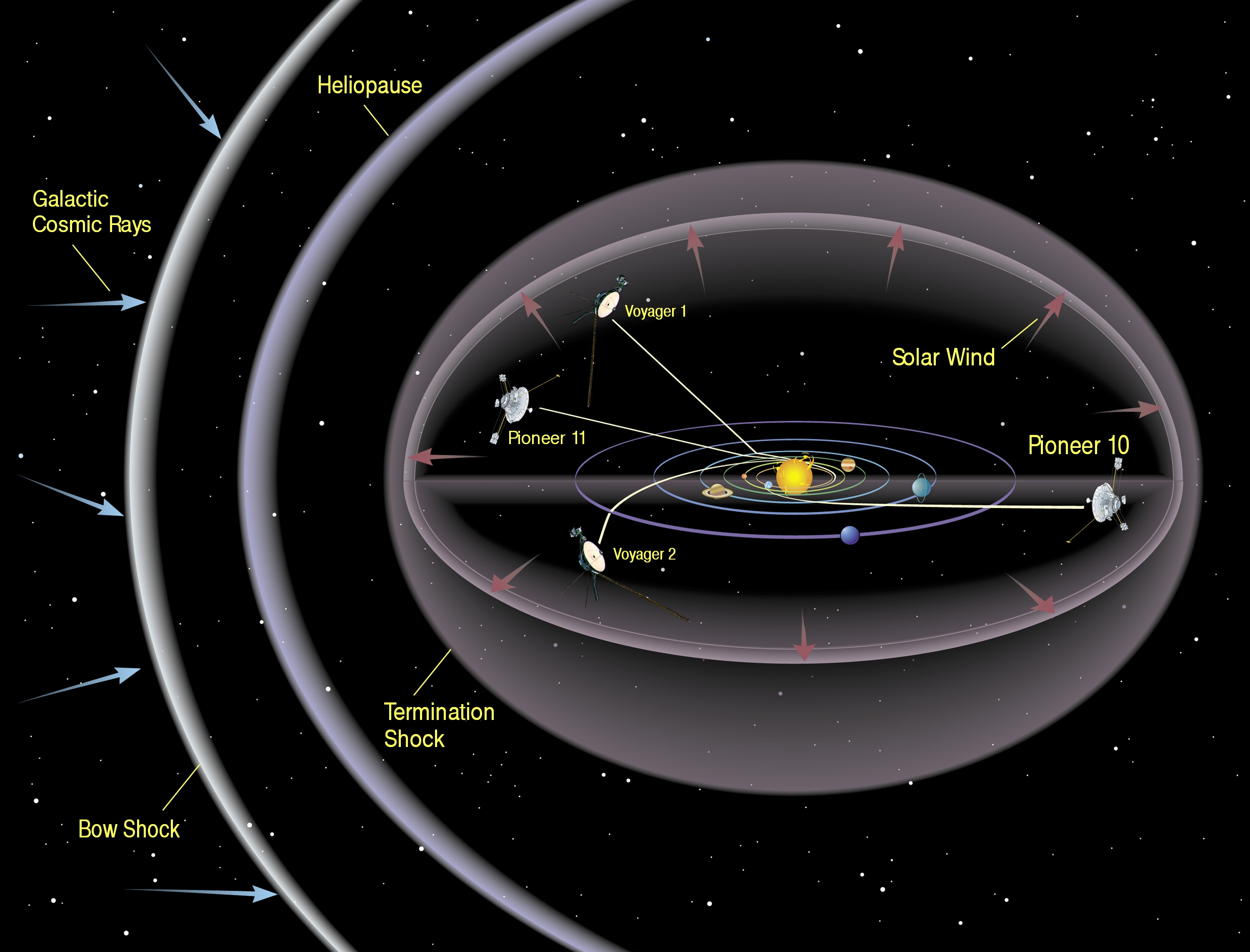
Heliosfera.

La heliosfera o heliósfera es la región espacial que se encuentra bajo la influencia del viento solar y su campo magnético, que se compone de iones procedentes de la atmósfera solar y se extiende más allá de la órbita de Plutón.
Esto da origen a una burbuja magnética en cuyo interior se encuentran los planetas de nuestro sistema solar. El límite que impone la burbuja se llama heliopausa. La capa que separa a la heliopausa del frente de choque de terminación se llama heliofunda.
Habitualmente se ha pensado en la heliosfera como una estructura con forma de cometa; sin embargo, investigaciones realizadas con el instrumento MIMI de la sonda Cassini que complementan a las realizadas por la misión IBEX sugieren que su forma es más parecida a la de una burbuja. Muy importante serán las contribuciones de las sondas interestelares Voyager 1 y Voyager 2 para comprender el fin de la heliopausa y la composición del espacio exterior a nuestro sistema solar.

## Viento solar
El viento solar consiste en partículas y átomos ionizados provenientes de la corona solar y del campo magnético solar. Nuestro Sol rota una vez cada 27 días aproximadamente lanzando hacia el exterior este viento solar que el campo magnético atrapa en grandes espirales. Las variaciones en el campo magnético solar pueden llevar esas exhalaciones hacia fuera y producen tormentas geomagnéticas en el propio campo magnético de nuestra Tierra.
En marzo de 2005, gracias a las mediciones por los instrumentos SWAN (Solar Wind Anisotropies, Anisotropías del Viento Solar) a bordo de la sonda SOHO (Solar and Heliospheric Observatory), se descubrió que la heliosfera no es axisimétrica, sino que está distorsionada, muy posiblemente, por el efecto del campo magnético de nuestra galaxia.

## Estructura

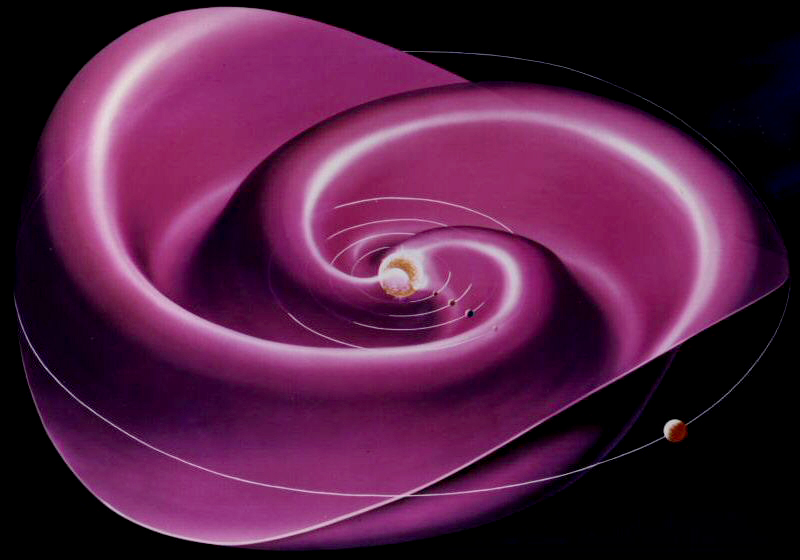
La corriente heliosférica difusa hasta la órbita de Júpiter.

### Corriente heliosférica difusa
La corriente heliosférica difusa es una onda en la heliosfera creada por el campo magnético del Sol. Se extiende a través de la heliosfera, se la considera la mayor estructura en el sistema solar. Se dice de ella que es la «falda de la bailarina» aludiendo a su forma de superficie espiral.

### Estructura exterior
La estructura exterior de la heliopausa está determinada por las interacciones entre el viento solar y los vientos provenientes del espacio interestelar. Los flujos de viento solar que expulsa el Sol se propagan en todas direcciones a velocidades de centenares de kilómetros por segundo, alcanzando los planetas interiores y a la Tierra protegida por su campo magnético. Cuando estos vientos supersónicos alcanzan la órbita de Neptuno se ralentizan al encontrarse con los gases del medio interestelar. Este frenado prosigue en varias etapas:
- El viento solar viaja a velocidades supersónicas a través del sistema solar. En el frente de choque de terminación el viento solar disminuye su velocidad hasta velocidades subsónicas por impactar con el viento solar que ya ha frenado previamente contra el viento interestelar. En este punto la densidad de partículas aumenta.
- Más allá está la heliofunda donde el viento solar es comprimido contra el viento galáctico formando turbulencias. Se pensaba que creaba una cubierta detrás del Sol como si de la cola de un cometa se tratara, sin embargo, investigaciones realizadas con el instrumento MIMI de la sonda Cassini que complementan a las realizadas por la misión IBEX sugieren que su forma es más parecida a la de una burbuja.
- La capa más exterior de la heliofunda, donde impacta el viento galáctico, se le denomina heliopausa. Este es el límite final de la heliosfera.
- La heliopausa causa una turbulencia en el medio interestelar donde nuestro Sol orbita el centro galáctico. El arco de choque fuera de la heliopausa, es una región turbulenta causada por la presión del avance de la heliosfera en el medio interestelar. Sin embargo los nuevos datos del satélite IBEX sugieren que no existe arco de choque, debido a la velocidad del Sol a través del medio interestelar, que es demasiado baja para formar un arco de choque.[4]

## Frente de choque de terminación

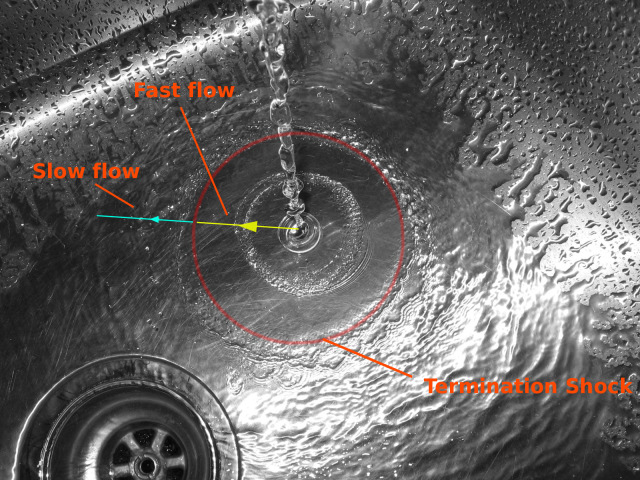
Un ejemplo de frente de choque de terminación en un fregadero.

El frente de choque de terminación (conocido en inglés como termination shock) es el punto de la heliosfera donde el viento solar se ralentiza por debajo de la velocidad del sonido, debido a las interacciones contra el medio interestelar local. Esto causa compresión, calentamiento por roce y cambios en el campo magnético. En nuestro sistema solar se cree que el frente de choque de terminación puede estar a 75 o 90 ua. del Sol; en 2007, Voyager 2 pasó a través del mismo.

## Arco de choque

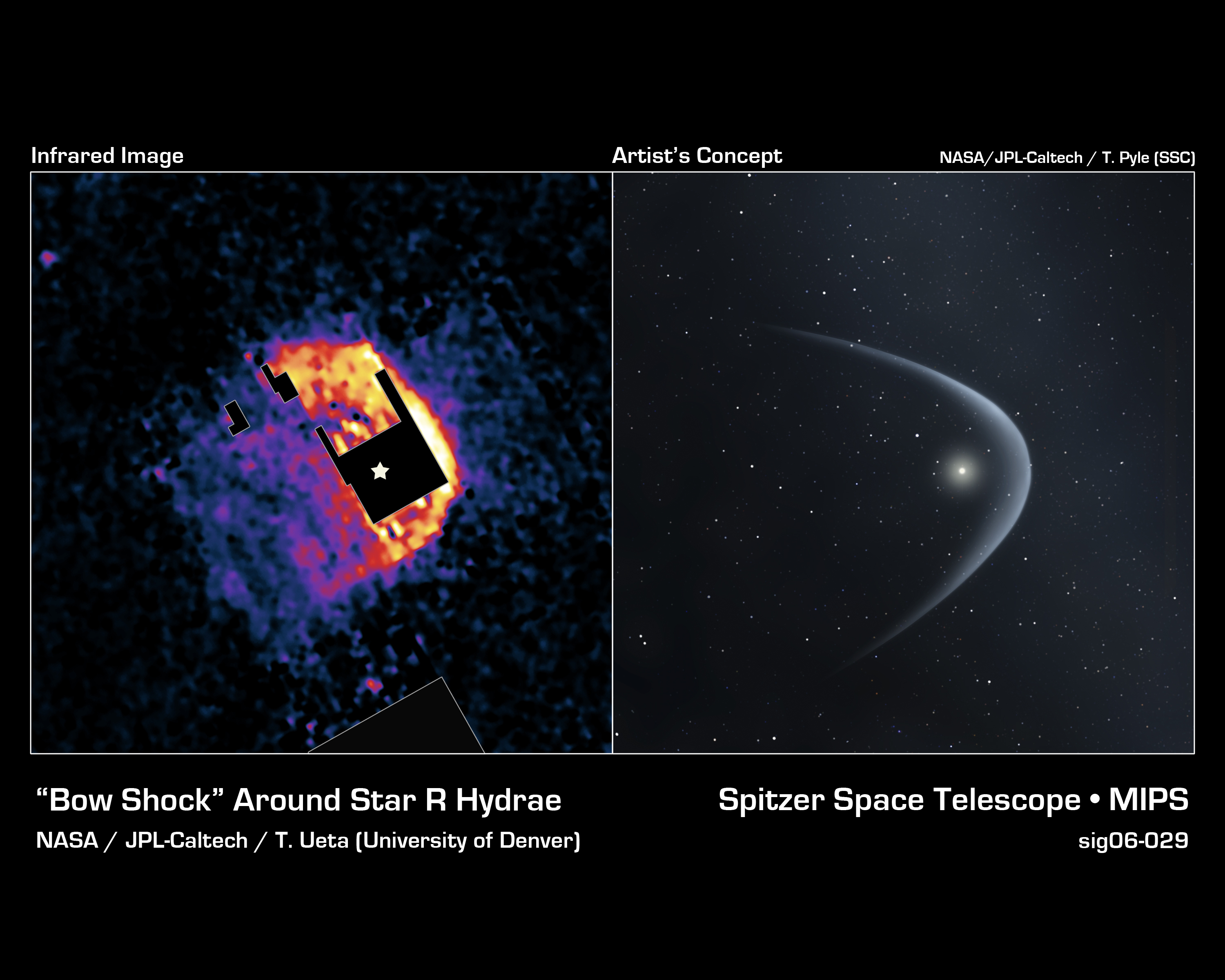
Vista de un arco de choque en una estrella lejana y su representación. Se cree que nuestro Sol también tendría una.

Para el año 2012 se determinó que el Sol no tiene arco de choque. Antes de eso se planteó la hipótesis de que el Sol también tenía un arco de choque producido en su viaje a través del medio interestelar, y sería como se muestra en la figura. El choque se debe al parecido con la onda que va dejando tras de sí un barco cuando navega en el mar, aunque en este caso el arco estaría formado por plasma. El choque se produciría debido al impacto del viento interestelar contra nuestra heliosfera. Estos vientos se moverían hacia nuestro Sol a velocidad supersónica y también serían despedidos a esa velocidad al rebotar contra la heliosfera.
Este fenómeno ha sido observado fuera de nuestro sistema solar por el telescopio orbital de la NASA: GALEX. La estrella gigante roja Mira en la constelación de Cetus ha demostrado que tiene tanto una cola de escombros de material eyectado de la estrella, como un arco de choque que le precede en la dirección de su movimiento en el espacio (en más de 130 kilómetros por segundo).
En julio de 2013 se reveló que el sistema solar no solo poseía el arco de choque, sino que podría tener una cola como los cometas, y que esta estaría bifurcada en 4 ramas, como un trébol. Los datos de la sonda interplanetaria Explorador de la Frontera Interestelar revelaron que la forma de la cola se encontraría bifurcada debido a los polos del Sol, que afectan, por tanto, al campo magnético y que mediría del orden de 1000 UA.

## Heliocauda o Cola
El miércoles 10 de julio de 2013, los científicos de la NASA difundieron imágenes que muestran la heliocauda que emerge de la heliosfera (de ahí su nombre). Los hallazgos se basan en datos transmitidos por el Explorador de la Frontera Interestelar (IBEX en inglés) de la NASA.
Los científicos suponían que la heliosfera tenía una cola, y ahora poseen los primeros datos concretos sobre su forma. El jefe de investigaciones del IBEX, David McComas, dijo que es difícil calcular la longitud de la heliocauda, pero su extremo al evaporarse podría alcanzar los 160 000 millones de kilómetros (100 000 millones de millas).